# 寿德大楼 (天津)
寿德大楼又名东方饭店，建于1934年－1936年，坐落于原天津法租界杜总领事路、今天津市和平区和平路322号，目前是天津市重点保护等级历史风貌建筑。现为狗不理大酒楼和平路店所在地。

## 历史沿革
- 寿德大楼建于1934年－1936年期间，由胡寿田出资，中国工程公司近代著名建筑师闫子亨设计。[3]
- 1940年代，寿德大楼二楼东南侧几处房间曾是中国共产党地下党在天津市的活动中心。
- 1946年3月，國民政府軍事委員會調查統計局天津站牵头建立了外围组织“天津忠义普济社”并搬至寿德大楼，该大楼便成为当年军统天津站外围组织的所在之地。[4]
- 1950年代初，寿德大楼为河北省公安厅所在地。
- 1972年，寿德大楼改为东方饭店。后来由于种种原因，东方饭店经营萎缩、发展困难，大量客房和餐饮场地闲置。
- 2000年，寿德大楼由狗不理集团经营，狗不理集团斥资近4,000万元人民幣对大楼进行了整体加固和装修，并用钢化玻璃封顶，安装了观光电梯，并将其名改为狗不理大酒楼。[5]

## 建筑结构
寿德大楼占地面积为1,904平方米，建筑面积为13,493平方米。寿德大楼为钢筋混凝土框架结构公寓式建筑，正立面为3段式对称结构，中间一段为建筑的重点处理部位，为双柱和凸窗过街楼，中段顶部高出一层，窗间舍友上下贯通的纵向线脚。左右两段作水平线脚处理，横向线条与中段形成对比。外立面墙体为清水墙面、混水墙面对比处理。占地总平面为直角梯形，底层建筑平面呈“U”字形，大楼的南北两侧设有东西向的通道，原出入口为敞开式，20世纪90年代改造成新式过街楼，设有8米宽的通道，和内院样式统一，整个通道为大楼的采光天井。寿德大楼主体为5层，局部7层，共有客房256间。底层通道两侧共设有店铺13间，此外还设有厨房、大小餐厅、锅炉房等。大楼二层共有展室14间，小卧室5间，和厨房、餐厅、贮藏室等。大楼三至五层的房间沿U形内廊设置，每层共有客房34间，公厕和卫生间各14间，此外还设有办公室、贮藏室等备用房间。在寿德大楼的东南和西北两个对角部位各设电梯1部，电梯旁建有三跑式主楼梯。该建筑在造型上具有浓郁的现代主义风格。